# Бельское (озеро, Тверская область)
Бельское, Белое — озеро на севере Тверской области, расположено на территории Вышневолоцкого городского округа. Принадлежит бассейну Мсты.
Находится в 25 километрах к северо-западу от города Вышний Волочёк. Высота над уровнем моря — 169,6 метров. Длина озера 2,59 км, ширина максимальная 2,30 км, средняя — 0,95 км. Площадь водного зеркала — 2,84 км². Максимальная глубина составляет 2,3 м, средняя — 0,95 м. Происхождение озера моренно-аккумулятивное. Берега низменные, заболоченные. Длина береговой линии — 6,92 км. Из Бельского вытекает протока, впадающая в Коломенское озеро. Площадь водосбора озера составляет 18,7 км². На восточном берегу расположена деревня Белое.